# Pastizz di Rotondella
Il pastizz di Rotondella (in dialetto metapontino u pastizz' r'tunnar, o semplicemente pastizz') è un calzone tipico di Rotondella, in provincia di Matera, farcito con carne di maiale, uova e formaggio.
È inserito nel registro dei Prodotti agroalimentari tradizionali lucani, nella sezione "paste fresche e prodotti della panetteria, della biscotteria, della pasticceria e della confetteria".

## Descrizione[2][3][4]
Legato per tradizione in modo particolare al comune di Rotondella, dove la popolazione lo preparava già a cavallo fra il 1700 e il 1800, si tratta di un calzone ripieno di carne di maiale o agnello tagliata a punta di coltello e amalgamata con uova, formaggio grattugiato e olio. 
La tradizione lo lega a particolari festività come quelle natalizie, la pasqua e la ricorrenza della Madonna di Anglona: i rotondellesi usavano recarsi in pellegrinaggio al Santuario della Madonna di Anglona e 'u pastizz' r'tunnar si prestava come un pranzo facile da trasportare.